# Acianthera modestissima
Acianthera modestissima là một loài phong lan.

## Hình ảnh

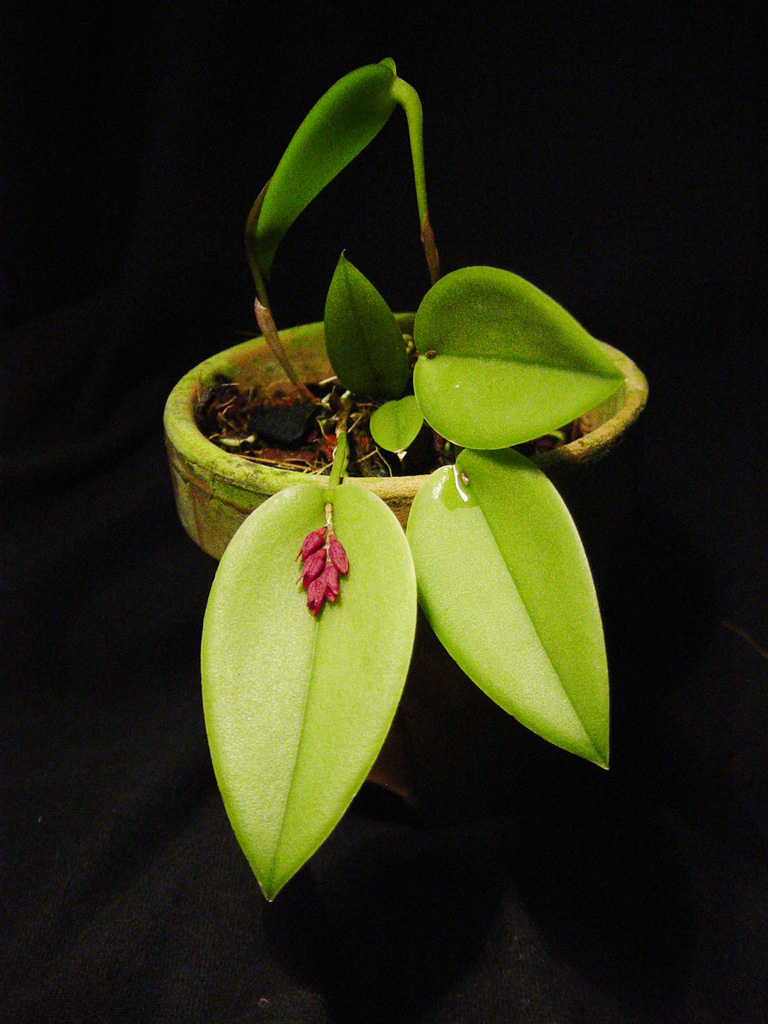